# دیوید نیلور

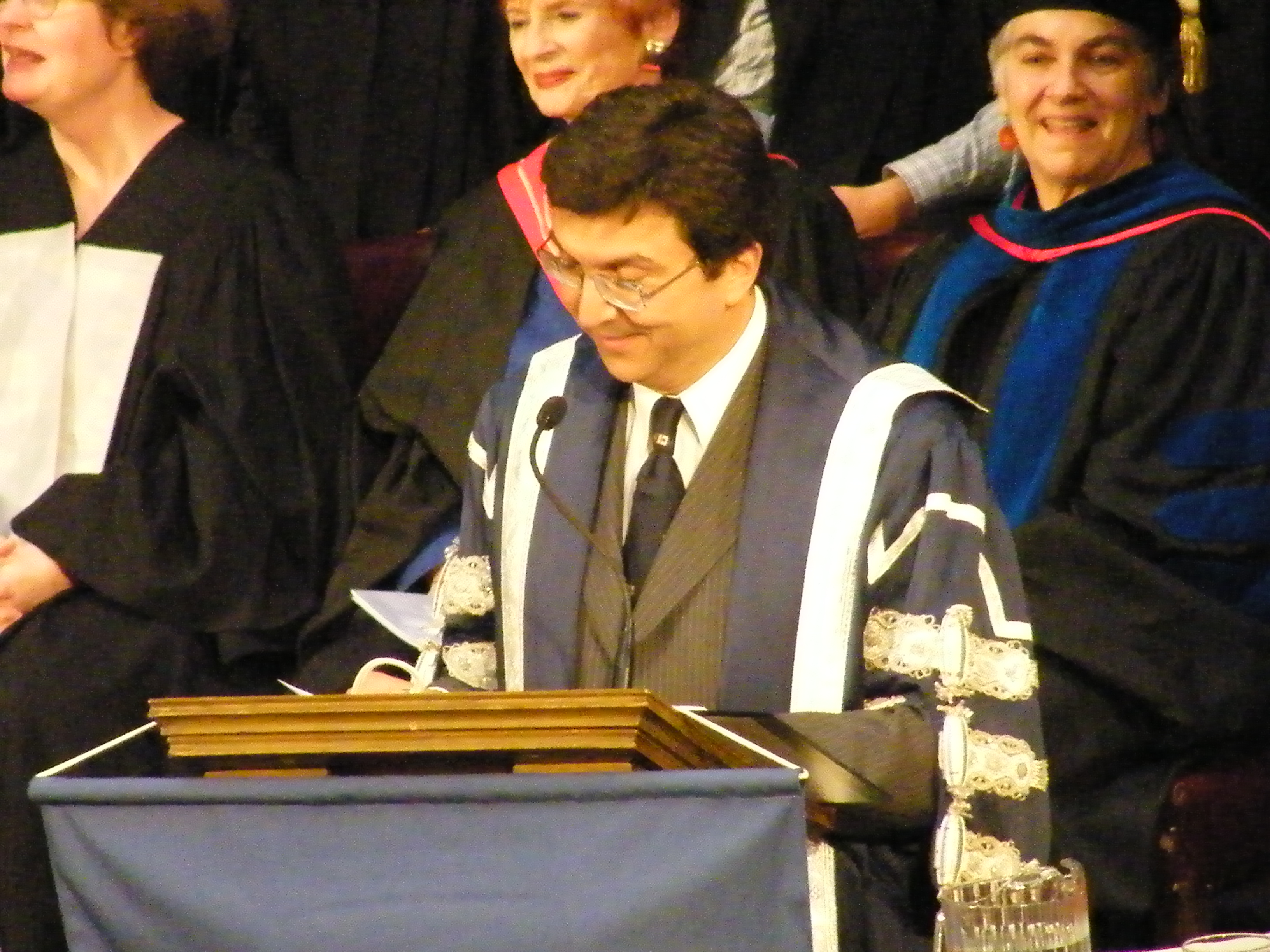
نگاره‌ٔ کریستوفر دیوید نیلور، پزشک محقق - ۲۰۰۹

کریستوفر دیوید نیلور، زادهٔ ۲۶ اکتبر ۱۹۵۴، پزشکی محقق و رئیس اسبق دانشگاه تورنتو است.

## زندگی‌نامه
دیوید نیلور دکترای پزشکی خود را از دانشگاه تورنتو در سال ۱۹۷۸ دریافت نمود. او تحصیلاتش را در کالج هرتفورت، اکسفورد ادامه داد و مدرک پی اچ دی خود را در زمینهٔ مطالعات اجتماعی و اداری در سال ۱۹۸۳ دریافت کرد. او تحصیلاتش را در زمینهٔ پزشکی داخلی و اپیدمیولوژی بالینی در دانشگاه وسترن انتاریو و تورنتو به پایان رساند و در سال ۱۹۸۷ به هیئت علمی دانشکدهٔ پزشکی دانشگاه تورنتو ملحق شد.